# Chrystus jako Zbawca
Chrystus jako Zbawca (Salvator Mundii) – obraz hiszpańskiego malarza pochodzenia greckiego Dominikosa Theotokopulosa, znanego jako El Greco.
Portret Chrystusa jako Zbawcy należał do cyklu zwanego Apostolados. El Greco kilkakrotnie podjął się namalowania cyklu dwunastu portretów apostałów i portretu Zbawiciela. Wszystkie miały te same formaty. sześciu apostołów zwróconych jest w prawo, sześciu w lewo, a Chrystus frontalnie błogosławi wiernych. Wszystkie obrazy przeznaczone były do jednego pomieszczenia. Do dziś zachowały się w komplecie jedynie dwa zespoły; jeden znajduje się w zakrystii katedry w Toledo, a drugi w Museo del Greco.

## Opis obrazu
Pierwsze wersje Zbawiciela pochodzą z początku XVII wieku. Do najstarszych należy kopia z Galerii Parmeggiani w Reggio dell’Emilia oraz z National Gallery of Scotland. Portret Chrystusa przejawia jeszcze wpływy weneckie, choć romboidalna aureola w połączeniu ze szpiczastym czołem, wystającymi kościami policzkowymi i szpiczastą brodą nadają typowe obrazowi cechy toledańskie. Postać Chrystusa z gestem błogosławiącym jest typowa dla bizantyjskiej ikonografii; jedynie gest lewej dłoni trzymanej na kuli symbolizującej świat nawiązuje do sztuki zachodniej.
W 1606 roku El Greco namalował kolejną wersję Zbawiciela (obecnie w katedrze w Toledo). Chrystus ma już wyraźne cechy hiszpańskie: widać pełną powagę majestatu i pewność zbawienia świata, który błogosławi. Artysta wykorzystuje tu nowe techniki malarskie, stosuje jaskrawą zieleń dla ukazania fałd płaszcza, objął jednym łukiem zebraną na ramieniu draperię o srebrzystych refleksach, przebiegł rwącym zygzakiem po czerwonej szacie o białych odbłyskach. Tym razem jego lewa ręka opiera się na globie.
Prawie we wszystkich wersjach EL Greco stosuje te same barwy: różowy lub bordowy dla odzienia i zielony lub niebieski dla płaszcza. Jedynie w wersji z Muzeum Parado Chrystus występuje jedynie w czerwonej szacie.

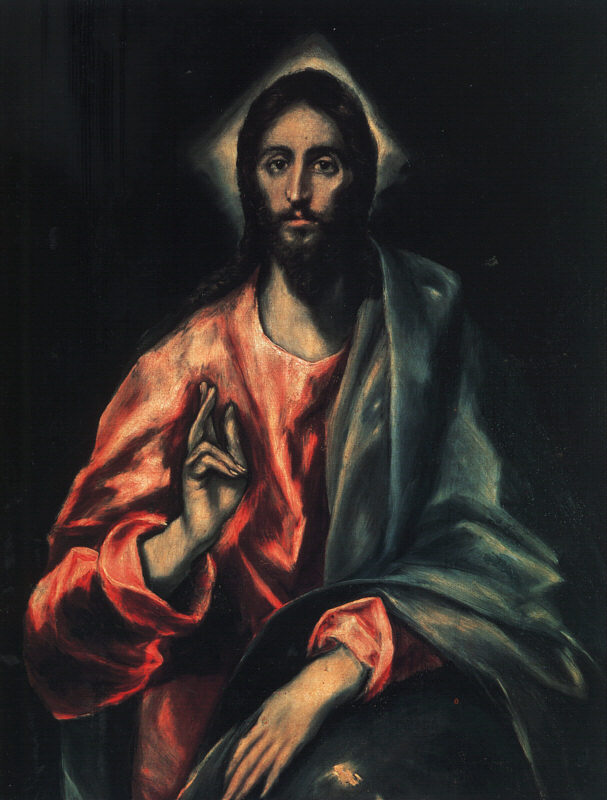
1606 (98 × 78 cm), Katedra w Toledo
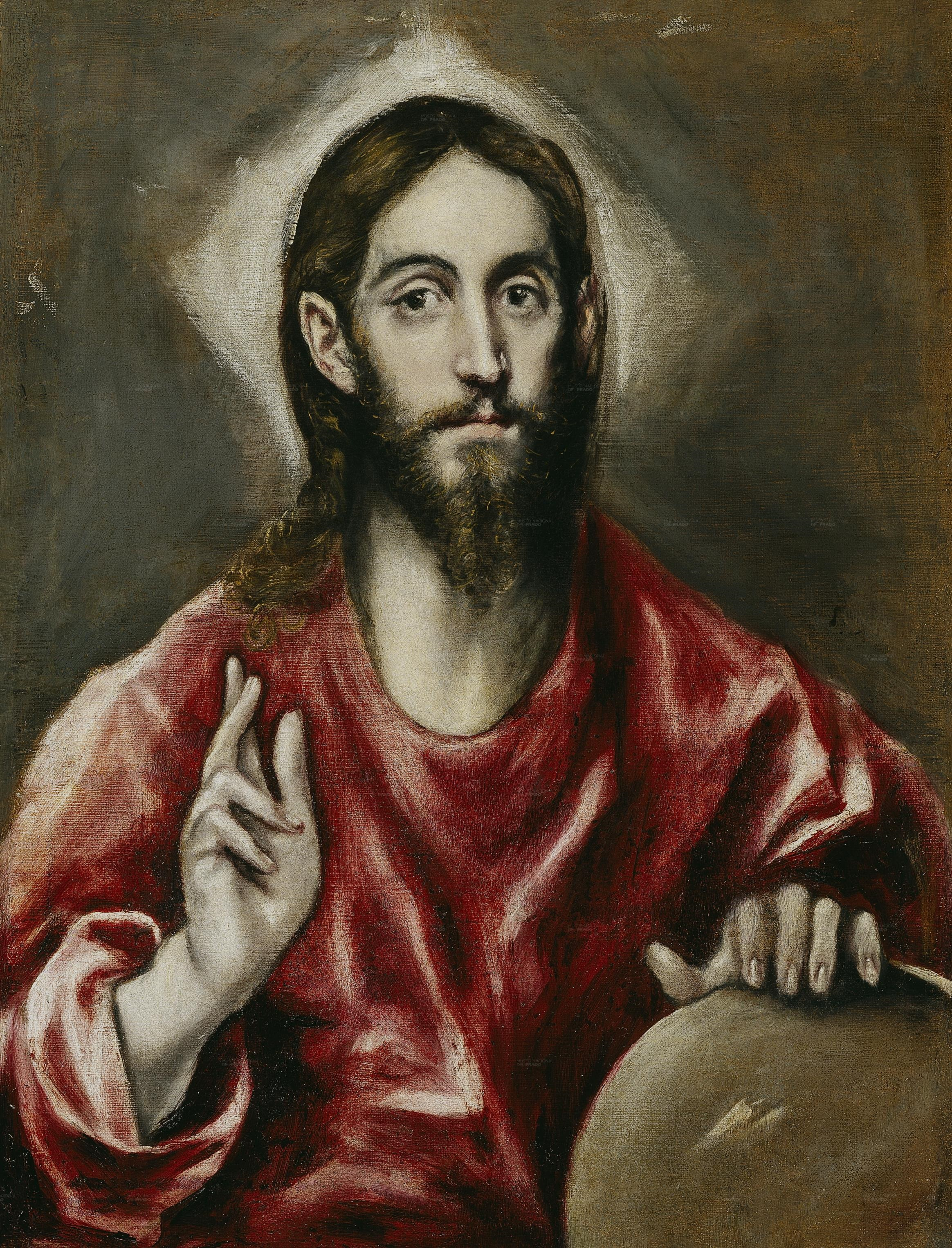
1608 – 1614 (72 × 55 cm), Prado seria z Almadrones
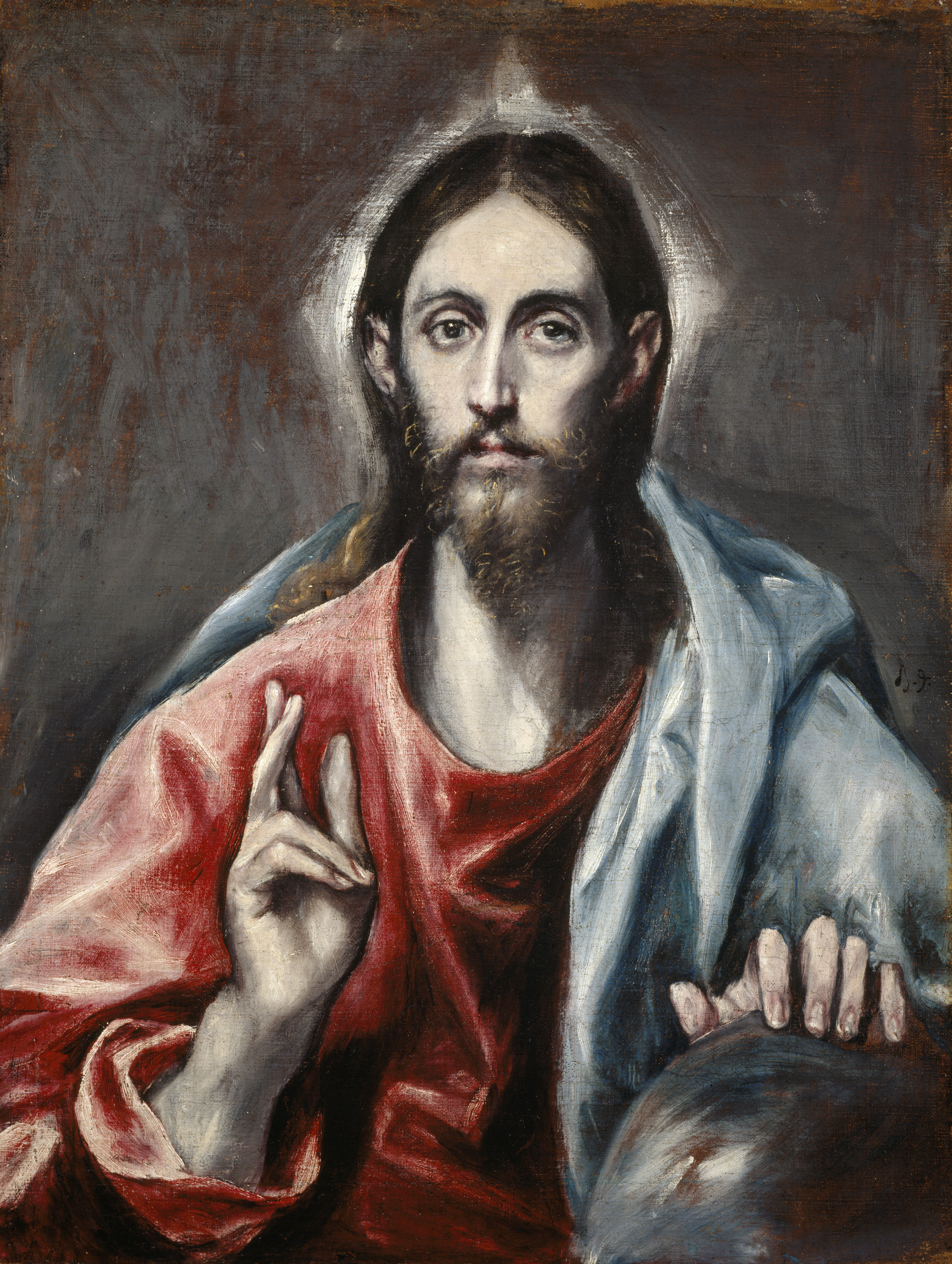
1600 (73 × 56,5 cm), National Gallery of Scotland